# R. c. Mercure
Pour les articles homonymes, voir Mercure.
L'arrêt La Reine c. Mercure, [1988] 1 R.C.S. 234, est une décision de justice canadienne rendue par la Cour suprême du Canada le 25 février 1988 concernant un citoyen fransaskois, André Mercure, dont l'affaire judiciaire a mis en avant la question du bilinguisme des lois édictées par l'assemblée législative de la Saskatchewan, en vertu des lois édictées lors de la création des Territoires du Nord-Ouest et s'appliquant par la suite, à la province de la Saskatchewan lorsque celle-ci fut créée.

## Contexte
À la suite d'une dénonciation faite sous serment le 12 décembre 1980, l'appelant, le père André Mercure, a été accusé d'avoir commis un excès de vitesse le 6 novembre 1980, contraire au paragraphe 139(4) du The Vehicles Act, R.S.S. 1978, chap. V-3, une loi de la province de Saskatchewan. Le 12 janvier 1981, le père André Mercure a comparu devant la Cour provinciale de la Saskatchewan présidée par le juge L. P. Deshaye. Avant d'inscrire un plaidoyer, l'appelant, dont la langue maternelle était le français, a demandé au juge du procès que toutes les procédures se déroulent en français. II a également demandé que le procès soit retardé jusqu'à ce que le greffier de l'Assemblée législative de la Saskatchewan puisse lui fournir cinq lois provinciales pertinentes imprimées en français. 
Le 15 avril 1981, le juge Deshaye a rendu une décision rejetant la demande. Le juge a conclu que l'appelant avait le droit d'utiliser le français devant la Cour provinciale, mais qu'il n'avait pas le droit d'obtenir les lois pertinentes imprimées en français. Le droit d'utiliser la langue française devant le tribunal a été limité à la prestation des services d'un interprète. L'affaire a alors été ajournée au 24 avril 1981, date à laquelle le père André Mercure a indiqué qu'il voulait garder le silence lorsqu'on lui a demandé d'inscrire un plaidoyer. Le juge a inscrit un plaidoyer de non-culpabilité. Le procès s'est déroulé entièrement en anglais. L'appelant n'a pas témoigné au procès et a été déclaré coupable relativement à l'accusation. Aucun interprète n'était présent au procès car l'appelant a adopté le point de vue selon lequel faire traduire les procédures par un interprète ne constituait pas une reconnaissance suffisante de son droit d'utiliser la langue française devant le tribunal et, de toute façon, il a soutenu qu'il ne pouvait se défendre sans pouvoir consulter les lois imprimées en français.
Le père André Mercure a fait appel auprès de la Cour d'appel de la Saskatchewan. Le 28 octobre 1985, la Cour d'appel a rejeté son appel. Le père André Mercure a alors demandé et obtenu l'autorisation de se pourvoir devant la Cour suprême du Canada, mais il meurt le 29 avril 1986. La Cour suprême a alors autorisé les associations intervenantes à continuer le pourvoi à titre de parties principales.

## Interprétation
La question qui est au cœur du pourvoi porte sur l'interprétation de l'article 110 de l'Acte des territoires du Nord-Ouest et du paragraphe 16(1) de la Loi sur la Saskatchewan.
Lorsque les quatre premières provinces, l'Ontario, le Québec, le Nouveau-Brunswick et la Nouvelle-Écosse, alors colonies britanniques, ont été réunies par la Loi constitutionnelle de 1867, le territoire qui constitue maintenant la Saskatchewan ne faisait pas partie du Canada mais plutôt d'une vaste région connue sous le nom de terre de Rupert et territoire du Nord-Ouest, originairement cédée en 1670 à la Compagnie de la Baie d'Hudson qui exerçait les pouvoirs gouvernementaux sur cette région à l'époque de la formation de la Confédération canadienne. Toutefois, l'article 146 de la Loi constitutionnelle de 1867 envisageait la cession éventuelle de ces territoires au Canada. Ces terres furent effectivement cédées par la Compagnie de la Baie d'Hudson en 1868 (Acte de la Terre de Rupert, 1868 (R.-U.), 31 & 32 Vict., chap. 105) et, en 1870, les Territoires ont été admis dans le Canada.
L’article 110 de l’Acte des territoires du Nord-Ouest prévoyait certaines garanties linguistiques, notamment en ce qui touche le bilinguisme parlementaire, législatif et judiciaire.
La Cour suprême devait donc décider si l’article 110 de l’Acte des territoires du Nord-Ouest s’appliquait toujours à la Saskatchewan. Et si tel était le cas, est-ce que cette disposition comportait des garanties linguistiques? Le juge La Forest a conclu que l’article 110 était non seulement demeuré en vigueur au moment de la création de la Saskatchewan, mais qu'il continuait à s’appliquer.

## Décision
Le 25 février 1988, la Cour suprême du Canada a rendu sa décision dans le renvoi La Reine c. Mercure, [1988] 1 R.C.S. 234, concernant un procès-verbal pour excès de vitesse concernant M. André Mercure, rédigé en anglais et la portée des lois constitutives de la Saskatchewan en matière linguistique. La Cour a statué que l'article 110 était demeuré en vigueur en Saskatchewan et en Alberta, mais il constatait également que les législatures de ces provinces avaient néanmoins le pouvoir de modifier unilatéralement cette disposition et les droits linguistiques ainsi visés.
L'Assemblée législative de l'Alberta en profita pour abroger le bilinguisme dans sa province avec le vote de la Loi 60. L'usage du français dans les tribunaux et à l'Assemblée législative est toutefois protégé, un député pourra s'exprimer en français s'il fournit une traduction avant son intervention. L'Assemblée législative de la Saskatchewan décida par la suite d'abroger le bilinguisme dans cette province, avec néanmoins des accommodations spécifiques et relatives à la minorité francophones de la province dans le respect minimum du bilinguisme officiel du Canada.